# Waverley (Surrey)
Waverley è un borgo del Surrey, Inghilterra, Regno Unito, con sede a Godalming.
Il distretto nacque il 1º aprile 1974 secondo il Local Government Act 1972 dall'unione del municipal borough di Godalming con il Distretto urbano di Farnham, il Distretto urbano di Haslemere e il Distretto rurale di Hambledon.

## Parrocchie civili
- Alfold
- Bramley
- Busbridge
- Chiddingfold
- Churt
- Cranleigh
- Dockenfield
- Dunsfold
- Elstead
- Ewhurst
- Farnham (town)
- Frensham
- Godalming (town)
- Hambledon
- Hascombe
- Haslemere (town)
- Peper Harow
- Thursley
- Tilford
- Witley
- Wonersh